# Thompson (Nueva York)
Thompson es un pueblo ubicado en el condado de Sullivan en el estado estadounidense de Nueva York. En el año 2000 tenía una población de 14,189 habitantes y una densidad poblacional de 65 personas por km².

## Geografía
Thompson se encuentra ubicado en las coordenadas 41°38′58″N 74°40′21″O / 41.64944, -74.67250. Según la Oficina del Censo, la ciudad tiene un área total de 226,3 km² (87,4 mi²), de la cual 217,8 km² (84,1 mi²) es tierra y 8,5 km² (3,3 mi²) (3.77%) es agua.

## Demografía
Según la Oficina del Censo en 2000 los ingresos medios por hogar en la localidad eran de $35,511, y los ingresos medios por familia eran $41,043. Los hombres tenían unos ingresos medios de $37,759 frente a los $26,692 para las mujeres. La renta per cápita para la localidad era de $18,668. Alrededor del 23.3% de la población estaban por debajo del umbral de pobreza.